# 血见愁
血见愁（学名：Teucrium viscidum）为唇形科香科科属下的一种多年生草本。生长在山地林下润湿处，海拔120-1530米。分布于日本，朝鲜，缅甸，印度，印度尼西亚，菲律宾。中国分布在江苏南部，浙江，福建，台湾，江西，湖南，广东，广西，云南，四川西南部及西藏东南部；模式标本采自印度尼西亚的爪哇。

## 俗名
冲天泡、四棱香、山黄荆、水苏麻、蛇药、野苏麻、假紫苏、贼子草、野薄荷、方骨苦草、方枝苦草、皱面草、布地锦、肺形草、山藿香、杀虫草、消炎草。

## 外部連結
- 血見愁 Xuejianchou （页面存档备份，存于） 藥用植物圖像數據庫 (香港浸會大學中醫藥學院) （中文）（英文）